# Expulsión de los judíos de España

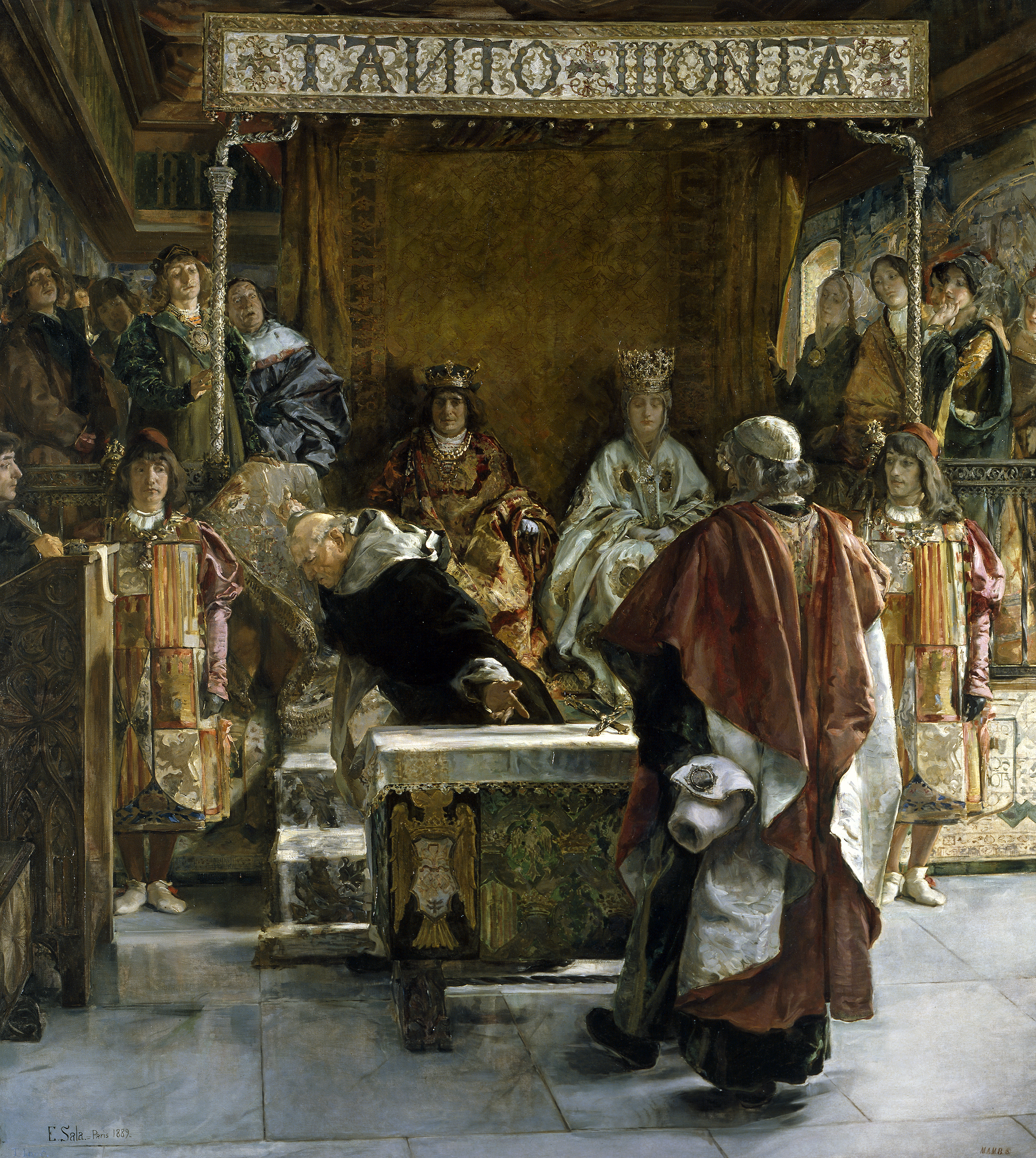
Expulsión de los judíos de España (año 1492), según Emilio Sala (1889).

La expulsión de los judíos de España fue ordenada en 1492, en Castilla y en Aragón, por los Reyes Católicos mediante el Edicto de Granada con la finalidad, según el decreto, de impedir que siguieran influyendo en los cristianos nuevos para que estos judaizaran. La decisión de expulsar a los judíos —o de prohibir el judaísmo— está relacionada con la instauración de la Inquisición catorce años antes en la Corona de Castilla y nueve en la Corona de Aragón, porque fue creada precisamente para perseguir a los judeoconversos que seguían practicando su antigua fe. Los judíos también fueron expulsados del reino de Portugal en 1497 y del reino de Navarra en 1498.
Como ha señalado el historiador Julio Valdeón, «la expulsión de los judíos del solar ibérico es uno de los temas más polémicos de cuantos han sucedido a lo largo de la historia de España». Por su parte, el hispanista francés Joseph Pérez ha destacado las semejanzas que existen entre esta expulsión y la persecución de los judíos en la Hispania visigoda casi mil años antes.
En 2015 las Cortes Generales españolas aprobaron una ley por la que se reconocía como españoles a los descendientes directos de los judíos expulsados entre 1492 y 1498.

## Antecedentes

### Los judíos en los Estados cristianos medievales peninsulares

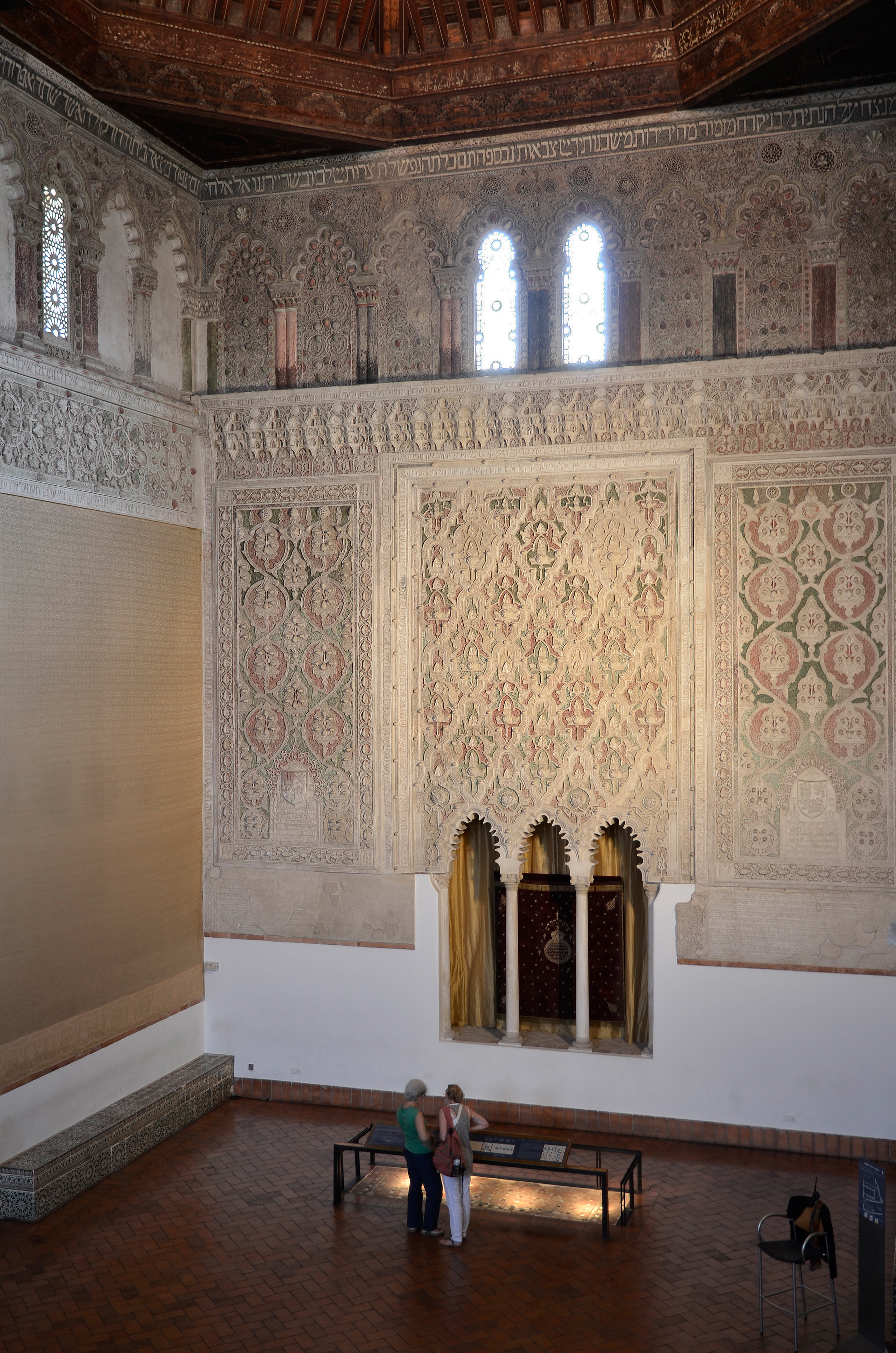
Interior de la sinagoga del Tránsito de Toledo

El 2 de enero de 1492, los Reyes Católicos conquistan el Reino nazarí de Granada. El último rey musulmán, Boabdil, se retiró a la región de La Alpujarra después de casi ochocientos años de presencia musulmana en la zona. De esta forma se pone fin a la Reconquista.
En una carta enviada por los Reyes Católicos al concejo de Bilbao en 1490 se decía que "de derecho canónico y según las leyes de nuestros reinos, los judíos son tolerados y sufridos y nos les mandamos tolerar y sufrir que vivan en nuestros reinos, como nuestros súbditos y vasallos". Como ha señalado Joseph Pérez, "hay que desechar la idea comúnmente admitida de una España donde las tres religiones del Libro –cristianos, musulmanes y judíos- habrían convivido pacíficamente durante los dos primeros siglos de la dominación musulmana y, más tarde, en la España cristiana de los siglos XII y XIII. La tolerancia implica no discriminar a las minorías y respetar la diferencia. Y, entre los siglos VIII y XV, no hallamos en la península nada parecido a la tolerancia". Henry Kamen, por su parte, afirma que "las comunidades de cristianos, judíos y musulmanes nunca habían vivido en pie de igualdad; la llamada convivencia fue siempre una relación entre desiguales". En los reinos cristianos, destaca Kamen, tanto judíos como musulmanes eran tratados "con desprecio" y las tres comunidades "vivían existencias separadas". En los reinos musulmanes, por otro lado, los cristianos y judíos eran obligados a pagar un impuesto para poder profesar su religión.
En los siglos XII y XIII se recrudece el antijudaísmo cristiano en el Occidente medieval, lo que queda plasmado en las duras medidas antijudías acordadas en el IV Concilio de Letrán celebrado en 1215 a instancias del papa Inocencio III. Los reinos cristianos peninsulares no fueron ajenos al crecimiento del antijudaísmo cada vez más beligerante –en el código castellano de las Partidas se recordaba que los judíos vivían entre los cristianos para que su presencia recuerde que descienden de aquellos que crucificaron a Nuestro Señor Jesucristo-, pero los reyes siguieron "protegiendo" a los judíos por el importante papel que desempeñaban en sus reinos.
En el siglo XIV se termina el periodo de "tolerancia" hacia los judíos, pasándose a una fase de conflictos crecientes. Según Joseph Pérez, "lo que cambia no son las mentalidades, son las circunstancias. Los buenos tiempos de la España de las tres religiones habían coincidido con una fase de expansión territorial, demográfica y económica; judíos y cristianos no competían en el mercado de trabajo: tanto unos como otros contribuían a la prosperidad general y compartían sus beneficios. El antijudaísmo militante de la Iglesia y de los frailes apenas hallaba eco. Los cambios sociales, económicos y políticos del siglo XIV, las guerras y las catástrofes naturales que preceden y siguen a la Peste Negra crean una situación nueva. […] [La gente] se cree víctima de una maldición, castigada por pecados que habría cometido. El clero invita a los fieles a arrepentirse, a cambiar de conducta y regresar a Dios. Es entonces cuando la presencia del pueblo deicida entre los cristianos se considera escandalosa".

### Las matanzas de judíos de 1391 y sus consecuencias

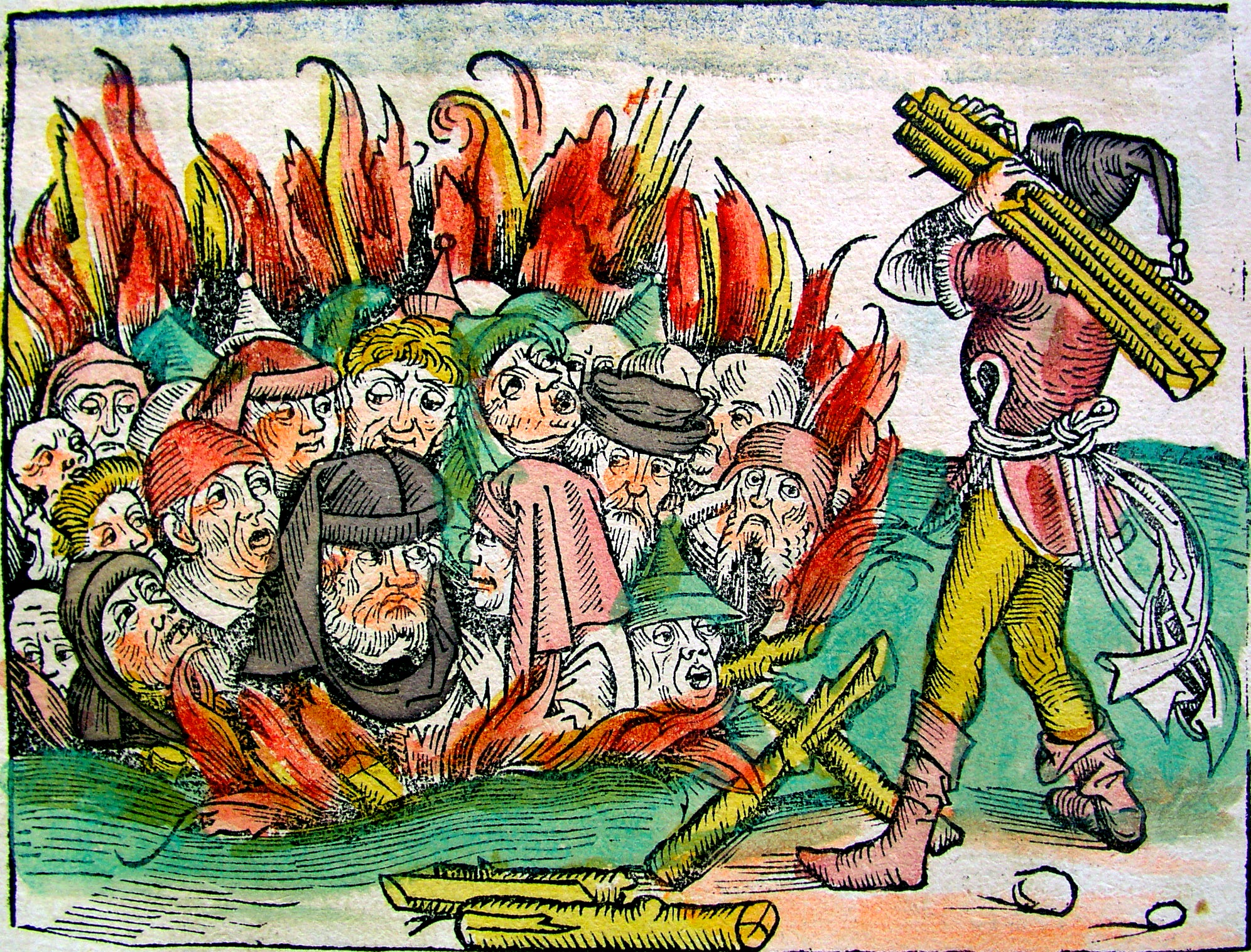
Quema de judíos acusados de ser los causantes de la Peste Negra de 1348-1351.

La primera ola de violencia contra los judíos en la península ibérica se produjo en el reino de Navarra como consecuencia de la llegada en 1321 de la cruzada de los pastorcillos desde el otro lado de los Pirineos. Las juderías de Pamplona y de Estella son masacradas. Dos décadas más tarde el impacto de la Peste Negra de 1348 provoca asaltos a las juderías de varios lugares, especialmente las de Barcelona y de otras localidades del Principado de Cataluña. En la Corona de Castilla la violencia antijudía se relaciona estrechamente con la llamada primera guerra civil castellana (1351-1369) en la que el bando que apoya al pretendiente al trono, Enrique de Trastámara, utiliza como arma de propaganda el antijudaísmo y acusa al rey Pedro I de favorecer a los judíos. Así, la primera matanza de judíos, que tuvo lugar en Toledo en 1355, fue ejecutada por los partidarios de Enrique de Trastámara cuando entran en la ciudad. Lo mismo sucede once años más tarde cuando ocupan Briviesca. En Burgos, los judíos que no pueden pagar el cuantioso tributo que se les impone en 1366 son reducidos a esclavitud y vendidos. En Valladolid la judería es asaltada en 1367 al grito de "¡Viva el rey Enrique!". Aunque no hay víctimas, las sinagogas son incendiadas.
Pero la gran catástrofe para los judíos de la península ibérica tiene lugar en 1391, cuando las juderías de la Corona de Castilla y de la Corona de Aragón son masacradas. Los asaltos, los incendios, los saqueos y las matanzas se inician en junio en Sevilla, donde Fernando Martínez, arcediano de Écija, aprovechando el vacío de poder que crea la muerte del arzobispo de Sevilla, endurece sus predicaciones en contra de los judíos que había iniciado en 1378 y manda derribar las sinagogas y requisa los libros de oraciones. En enero de 1391 un primer intento de asalto a la judería puede ser evitado por las autoridades municipales, pero en junio cientos de judíos son asesinados, sus casas saqueadas y las sinagogas convertidas en iglesias. Algunos judíos logran escapar; otros, aterrorizados, piden ser bautizados.
Desde Sevilla la violencia antijudía se extiende por Andalucía y luego pasa a Castilla. En agosto alcanza a la Corona de Aragón. En todas partes se reproducen los asesinatos, los saqueos y los incendios. Los judíos que logran salvar la vida es porque huyen –muchos se refugian en el reino de Navarra, en el reino de Portugal o en el reino de Francia; otros se marchan al norte de África- y sobre todo porque aceptan ser bautizados, bajo la amenaza de muerte. El número de víctimas es difícil de saber. En Barcelona fueron asesinados unos 400 judíos; en Valencia 250; en Lérida 68…
Tras la masacre antisemita de 1391 se recrudecen las medidas antijudías: en Castilla se ordena en 1412 que los judíos se dejen barba y lleven un distintivo rojo cosido a la ropa para poder ser reconocidos; en la Corona de Aragón se declara ilícita la posesión del Talmud y se limita el número de sinagogas a una por aljama. Además las órdenes mendicantes intensifican su campaña de proselitismo -en la que destaca el dominico valenciano Vicente Ferrer-  para que los judíos se conviertan y que recibe el apoyo de los monarcas –en la Corona de Aragón se decreta que los judíos asistan obligatoriamente a tres sermones al año-. Como consecuencia de las masacres de 1391 y las medidas que le siguieron, hacia 1415 más de la mitad de los judíos de Castilla y de Aragón habían renunciado a la ley de Moisés y se habían bautizado, entre ellos muchos rabinos y personajes importantes.

### Los judíos en elsigloXV

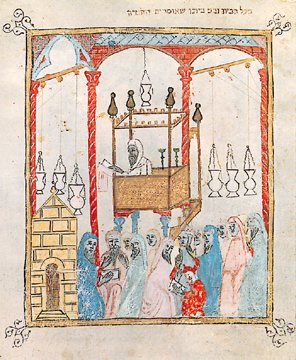
Miniatura de una hagadá española del siglo XIV

Tras las matanzas de 1391 y las predicaciones que las siguieron, hacia 1415 apenas cien mil judíos se mantenían fieles a su religión en las coronas de Castilla y de Aragón. Como ha señalado Joseph Pérez, "el judaísmo español nunca se repondrá de esta catástrofe". La comunidad hebrea "salió de la crisis no sólo físicamente disminuida, sino moral e intelectualmente destrozada".
En la Corona de Aragón, aljamas importantes como las de Barcelona, Valencia o Palma prácticamente desaparecieron –en 1424 el call o judería de Barcelona fue abolido porque se consideraba innecesario-, y solo quedó intacta la de Zaragoza. En Castilla, aljamas en otro tiempo florecientes, como las de Sevilla, Toledo o Burgos, perdieron gran parte de sus miembros; en 1492 la antigua judería de Toledo solo tenía unas cuarenta casas. En 1492, el año de su expulsión, en la Corona de Aragón tan solo quedaba una cuarta parte de los judíos que había antes de 1391 -la famosa comunidad judía de Gerona, por ejemplo, se quedó con solo 24 familias-. En la Corona de Castilla no llegaban a ochenta mil -en Sevilla antes de las revueltas de 1391 había unas 500 familias judías; cincuenta años después solo quedaban 50-. Según Joseph Pérez, en el momento de la expulsión los judíos no llegarían a 150.000, repartidos en 35 aljamas de la Corona de Aragón y en 216 en la Corona de Castilla. Y en ambas coronas se observa que los judíos habían abandonado las grandes ciudades y vivían en las pequeñas y en las zonas rurales, menos expuestas "a los desmanes de los cristianos".

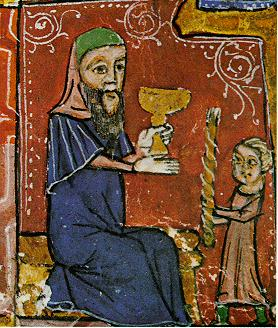
Judío celebrando havdalá, detalle de miniatura del.

Tras el período crítico de 1391-1415, disminuye la presión sobre los judíos, que recuperan sus sinagogas y los libros que les habían sido confiscados, y pueden eludir ciertas obligaciones, como llevar la rodela bermeja o acudir a los sermones de los frailes. Además pueden reconstruir la organización interna de las aljamas y sus actividades religiosas, gracias a los acuerdos alcanzados por los procuradores de las aljamas reunidos en Valladolid en 1432 y que son sancionados por el rey, lo que supone que "la Corona de Castilla vuelve a aceptar oficialmente que una minoría de sus súbditos tenga otra religión que la cristiana y se reconoce a esta minoría el derecho de llevar una existencia legal, con un estatuto legal". "De esta manera se reconstruye la comunidad judía con el beneplácito de la corona". Abraham Beneviste, que presidió la reunión de Valladolid, es nombrado rabí de la corte, con autoridad sobre todos los judíos del reino y al mismo tiempo como delegado del rey sobre ellos.
Durante el reinado de los Reyes Católicos, en el último cuarto del siglo XV, muchos judíos vivían en núcleos rurales y se dedicaban a actividades relacionadas con la agricultura. En cuanto a la artesanía y al comercio, no monopolizaban ninguno de estos dos sectores –el comercio internacional había pasado a manos de los conversos-. Siguió habiendo judíos dedicados al préstamo, pero había crecido mucho el número de prestamistas cristianos. Asimismo siguió habiendo judíos que arrendaban rentas reales, eclesiásticas o señoriales, pero su importancia también había disminuido –en Castilla solo tenían a su cargo la cuarta parte de las recaudaciones-. Sin embargo, en la corte de Castilla –no así en la de Aragón- los judíos ocupaban puestos administrativos y financieros importantes, tal como Abraham Seneor, desde 1488 tesorero mayor de la Santa Hermandad, un organismo clave en la financiación de la guerra de Granada, y que además fue nombrado rabí mayor de Castilla, o Yucé Abravanel, "recaudador mayor del servicio y montazgo de los rebaños, una de las rentas más saneadas y de mayor rendimiento de la Corona de Castilla. Sin embargo, según Joseph Pérez, no se debe exagerar el papel de los judíos en la corte. "La verdad era que el Estado podía prescindir de los judíos, tanto en el aparato burocrático como en la gestión de la hacienda".

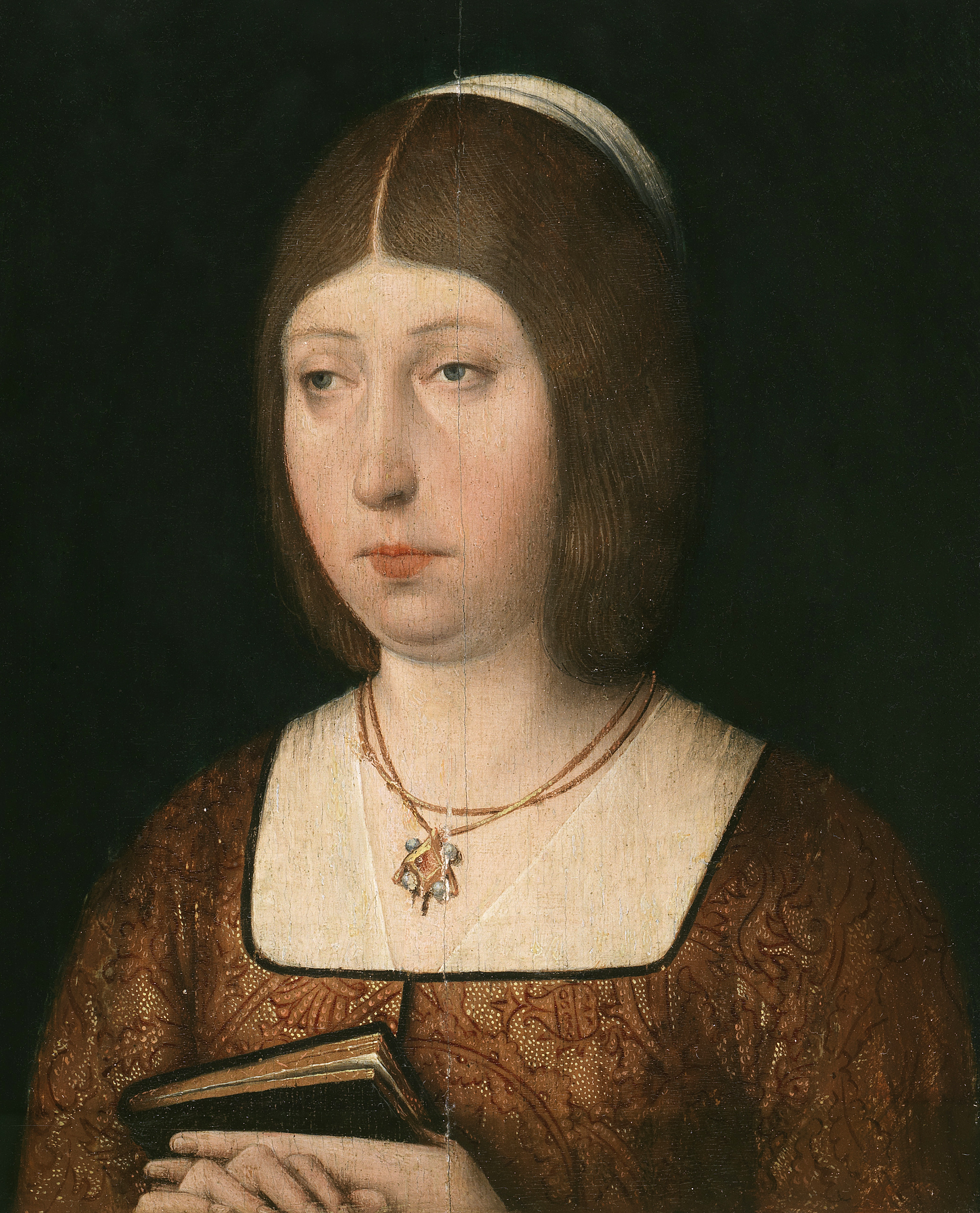
Isabel I de Castilla.

Hay que rechazar, pues, el tópico de que la comunidad hebrea a finales del siglo XV era inmensamente rica e influyente. "En realidad, los judíos españoles en el momento de su expulsión no formaban un grupo social homogéneo. Había entre ellos clases como en la sociedad cristiana, una pequeña minoría de hombres muy ricos y muy bien situados, junto a una masa de gente menuda: agricultores, artesanos, tenderos". Lo que los unía era que practicaban la misma fe, diferente de la única reconocida, lo que hacía de ellos una comunidad separada dentro de la monarquía y que era "propiedad" de la corona que por ello los protegía. En una carta del 7 de julio de 1477 dirigida a las autoridades de Trujillo, donde se habían producido incidentes contra los judíos, la reina Isabel I, tras poner bajo su protección a la aljama y prohibir todo tipo de opresión o de humillación contra sus miembros, afirma:

Todos los judíos de mis reinos son míos y están so mi protección y amparo y a mí pertenece de los defender y amparar y mantener en justicia

Así pues, los judíos "formaban, no un Estado en el Estado, sino más bien una microsociedad al lado de la sociedad cristiana mayoritaria, con una autoridad (el rabí mayor) que la corona le delegaba sobre sus miembros". Las aljamas se organizaban internamente con un amplio margen de autonomía. Designaban por sorteo al consejo de ancianos que regía la vida de la comunidad; recaudaban sus propios impuestos para el mantenimiento del culto, de las sinagogas y de la enseñanza rabínica; vivían bajo las normas del derecho judaico y tenían sus propios tribunales que entendían de todos los casos en materia civil –desde las Cortes de Madrigal de 1476 las causas penales habían pasado a los tribunales reales-. Pero los judíos no gozaban de la plenitud de los derechos civiles: tenían un régimen fiscal específico mucho más oneroso que el de los cristianos y estaban excluidos de los cargos que les pudieran conferir autoridad sobre los cristianos.
La situación en la que vivían los judíos, según Joseph Pérez, planteaba dos problemas: "como súbditos y vasallos del rey, los judíos no tenían ninguna garantía para el futuro –el monarca podía en cualquier momento cercenar la autonomía de las aljamas o exigir nuevos tributos más importantes-"; y, sobre todo, en "estos años finales de la Edad Media, cuando se está gestando un Estado de carácter moderno, no podía menos de plantearse un problema de inmensa trascendencia: ¿era compatible la existencia de comunidades autónomas y separadas con las exigencias de un Estado moderno? Ésta era la cuestión verdadera".

### El "problema converso" y la creación de la Inquisición

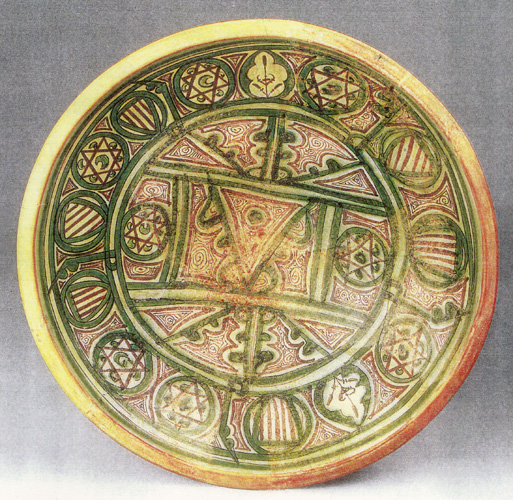
Plato judeoespañol del

En el siglo XV el problema principal deja de ser los judíos para pasar a ser los conversos, cuyo número, según Joseph Pérez, estaría cercano probablemente a las doscientas mil personas. El término converso se aplicó a los judíos que se habían bautizado y a sus descendientes. Como muchos de ellos lo habían hecho a la fuerza, siempre fueron mirados con desconfianza por los que se llamarán a sí mismos cristianos viejos.
En el siglo XV los puestos abandonados por los judíos son ocupados en su mayoría por los conversos, que se concentran allí donde habían florecido las comunidades judías antes de 1391. Se ocupan de las actividades que antes desempeñaban los judíos -el comercio, el préstamo, el artesanado- y ahora con la ventaja añadida de que, al ser cristianos, pueden acceder a oficios y profesiones que antes estaban prohibidos a los judíos. Algunos incluso ingresan en el clero, llegando a ser canónigos o priores. E incluso obispos.
El ascenso social de los conversos fue visto con recelo por los "cristianos viejos", un resentimiento que se vio acentuado por la conciencia por parte de aquellos de que poseían una identidad diferenciada, orgullosos de ser cristianos y de tener ascendencia judía, que era el linaje de Cristo. Así, estallaron revueltas populares contra los conversos entre 1449 y 1474, cuando en Castilla se vivía un período de dificultades económicas y de crisis política (especialmente durante la guerra civil del reinado de Enrique IV). La primera y más importante de estas revueltas fue la que tuvo lugar en 1449 en Toledo, durante la cual se aprobó una Sentencia-Estatuto que prohibía el acceso a los cargos municipales de ningún confesso del linaje de los judíos –un antecedente de los estatutos de limpieza de sangre del siglo siguiente-. El origen de las revueltas era económico –en Andalucía especialmente se vivía una situación de hambre, agravada por una epidemia de peste- y en principio "no van dirigidas especialmente contra los conversos. Son los partidos y los demagogos los que se aprovechan de la exasperación del pueblo y la dirigen contra los conversos".

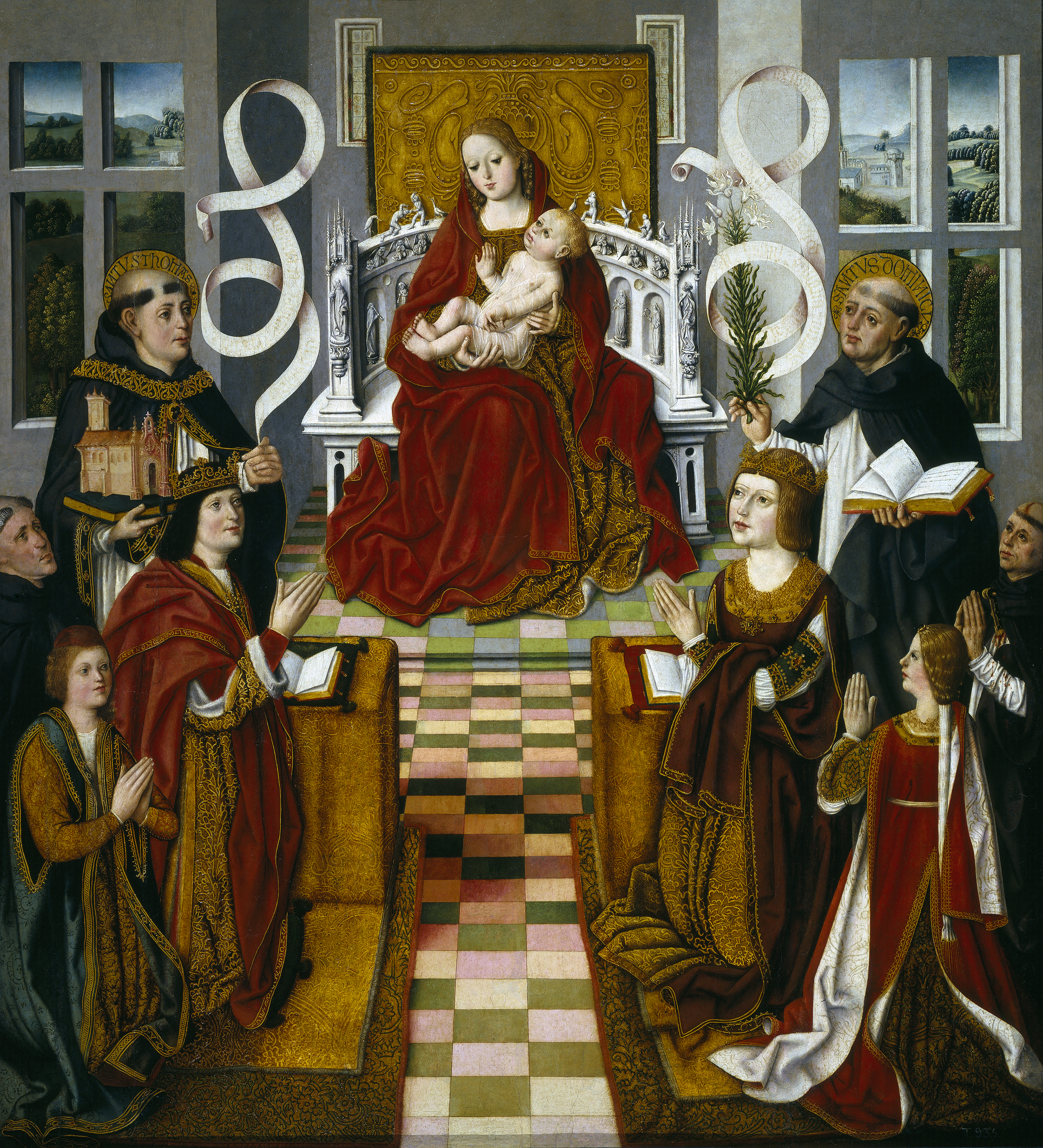
Cuadro Virgen de los Reyes Católicos en el que aparece arrodillado detrás del rey Fernando el Católico, el inquisidor general Tomás de Torquemada, y arrodillado detrás de la reina el inquisidor de Aragón Pedro de Arbués.

Para justificar los ataques a los conversos, se afirma que estos son falsos cristianos y que en realidad siguen practicando a escondidas la religión judía. Según Joseph Pérez, "es un hecho probado que, entre los que se convirtieron para escapar al furor ciego de las masas en 1391, o por la presión de las campañas de proselitismo de comienzos del siglo XV, algunos regresaron clandestinamente a su antigua fe cuando pareció que había pasado el peligro; de éstos se dice que judaízan ". La acusación de criptojudaísmo se hace más verosímil cuando se conocen algunos casos de destacados conversos que siguieron observando los ritos judaicos después de su conversión. Pero los conversos que judaizaban, según Joseph Pérez, fueron una minoría aunque relativamente importante. Lo mismo afirma Henry Kamen cuando dice que "puede afirmarse que a finales de la década de 1470 no había ningún movimiento judaizante destacado o probado entre los conversos". Además señala que cuando se acusaba a un converso de judaizar, en muchas ocasiones las "pruebas" que se aportaban eran en realidad elementos culturales propios de su ascendencia judía –como considerar el sábado, no el domingo, como el día de descanso-, o la falta de conocimiento de la nueva fe –como no saber el credo o comer carne en Cuaresma-.
Así es como nace el "problema converso". El bautizado no puede renunciar a su fe según la doctrina canónica de la Iglesia por lo que el criptojudaísmo es asimilado a la herejía, y como tal debe ser castigada. Así lo empiezan a reclamar diversas voces, incluidas las de algunos conversos que no quieren que se ponga en duda la sinceridad de su bautismo por culpa de esos "falsos" cristianos que comienzan a ser llamados marranos. Y además se extiende la idea de que la presencia de los judíos entre los cristianos es lo que invita a los conversos a seguir practicando la Ley de Moisés.
Cuando en 1474 accede al trono Isabel I de Castilla, casada con el heredero de la Corona de Aragón, el futuro Fernando II de Aragón, el criptojudaísmo no se castigaba, "no, por cierto, por tolerancia o indiferencia, sino porque se carecía de instrumentos jurídicos apropiados para caracterizar este tipo de delito". Por eso, cuando deciden afrontar el "problema converso", sobre todo después de que el prior de los dominicos de Sevilla, fray Alonso de Ojeda, les remite en 1475 un informe alarmante sobre la cantidad de conversos que en esa ciudad judaízan, incluso de manera abierta, se dirigen al papa Sixto IV para que les autorice a nombrar inquisidores en sus reinos, lo que el pontífice les concede por la bula Exigit sincerae devotionis del 1 de noviembre de 1478. "Con la creación del tribunal de la Inquisición dispondrán las autoridades del instrumento y de los medios de investigación adecuados". Según Joseph Pérez, Fernando e Isabel "estaban convencidos de que la Inquisición obligaría a los conversos a integrarse definitivamente: el día en que todos los nuevos cristianos renunciaran al judaísmo, nada les distinguiría ya de los otros miembros del cuerpo social"

## La expulsión

### La segregación de los judíos (1480)

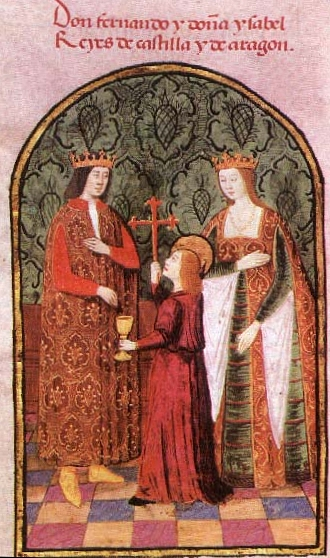
Isabel I de Castilla y Fernando II de Aragón.

Desde el principio de su reinado se preocuparon Isabel y Fernando de proteger a los judíos –ya que eran "propiedad" de la corona-. Por ejemplo, el 6 de septiembre de 1477, en una carta dirigida a la comunidad judía de Sevilla, la reina Isabel I daba garantías sobre su seguridad:

Tomo bajo mi protección a los judíos de las aljamas en general y a cada uno en particular, así como a sus personas y sus bienes; les protejo contra cualquier ataque, sea de la naturaleza que sea…; prohíbo que se les ataque, mate o hiera; prohíbo asimismo que se adopte una actitud pasiva si se les ataca, mata o hiere

De ahí incluso que los Reyes Católicos tuvieran fama hasta 1492 de ser favorables a los judíos. Eso es lo que afirma, por ejemplo, el viajero alemán Nicolás de Popielovo, tras su visita en 1484-1485:

Sus súbditos de Cataluña y Aragón hablan públicamente y lo mismo he oído decir a muchos en España que la Reina es protectora de los judíos e hija de una judía

Pero los Reyes Católicos no pudieron acabar con todas las vejaciones y discriminaciones que padecían los judíos, alentadas en muchas ocasiones por las predicaciones de los frailes de las órdenes mendicantes. Entonces tomaron la decisión de segregar a los judíos para acabar con los conflictos. Ya en las Cortes de Madrigal de 1476 los reyes habían protestado por el incumplimiento de lo dispuesto en el Ordenamiento de 1412 sobre los judíos –prohibición de llevar vestidos de lujo; obligación de llevar una rodela bermeja en el hombro derecho; prohibición de ejercer cargos con autoridad sobre cristianos, de tener criados cristianos, de prestar dinero a interés usurario, etc.- pero en las Cortes de Toledo de 1480 deciden ir mucho más lejos para que se cumplieran estas normas: obligar a los judíos a vivir en barrios separados, de donde no podrían salir salvo de día para realizar sus ocupaciones profesionales. Hasta entonces las juderías –donde los judíos solían vivir y donde tenían sus sinagogas, sus carnicerías, etc.- no habían formado un mundo aparte en las ciudades y además había cristianos que vivían en ellas y judíos que vivían fuera de las mismas. A partir de 1480, las juderías quedaron convertidas en guetos cercados por muros y los judíos fueron recluidos en ellos para evitar "confusión y daño de nuestra santa fe". Un proceso para el que se estableció un plazo de dos años, pero que duró más de diez, y que no estuvo exento de problemas y de abusos por parte de los cristianos.

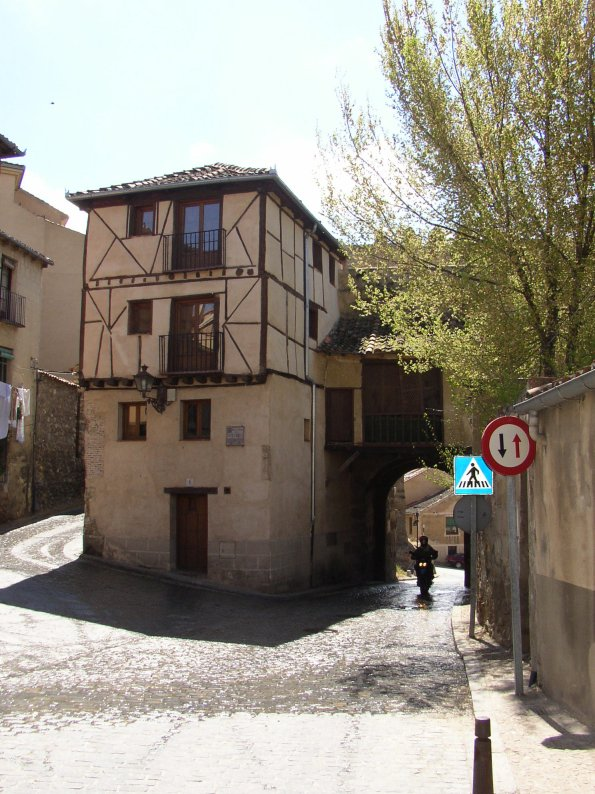
Bajada a la Puerta de San Andrés, en la Judería de Segovia.

El texto aprobado por las Cortes, que también incluía a los mudéjares, decía lo siguiente:

E mandamos a las aljamas de los dichos judíos e moros que cada uno dellos que pongan en el dicho apartamiento tal diligencia e den tal orden como dentro del dicho término de los dichos dos annos tengan fechas las dichas casas de su apartamiento, e vivan e moren en ellas, e dende en adelante non tengan sus moradas entre los christianos ni en otra parte fuera de los circuitos e lugares que les fueren deputados para las dichas judería e morería

La decisión de los reyes aprobada por las Cortes de Toledo, contaba con antecedentes, pues los judíos ya habían sido confinados en algunas localidades castellanas, como Cáceres o Soria. En esta última localidad se había realizado, con la aprobación de los reyes, "por evitar los dapnos [sic] que por causa de bevir e morar e estar los judíos entre los christianos se seguían". Fray Hernando de Talavera, confesor de la reina y que se había mostrado contrario al uso de la fuerza para resolver el "problema converso", justificó también la segregación "por evitar muchos pecados, que se siguen de la mezcla y mucha familiaridad [entre cristianos y judíos] y de no se guardar todo lo que cerca de su conversación con los cristianos por los santos cánones y leyes civiles es ordenado y mandado".
Según Joseph Pérez, con la decisión de recluir a los judíos en guetos, no se trataba solo de separarlos de los cristianos y de protegerlos, sino también de imponerles una serie de trabas para el desarrollo de sus actividades, con el fin de que no tuvieran más remedio "que renunciar a su condición de judíos si quieren llevar una existencia normal. No se exige su conversión –todavía no- ni se toca su estatuto autonómico, pero se procede con ellos de tal forma que acaben convenciéndose a sí mismos de que la única solución es la conversión".

### La expulsión de los judíos de Andalucía (1483)

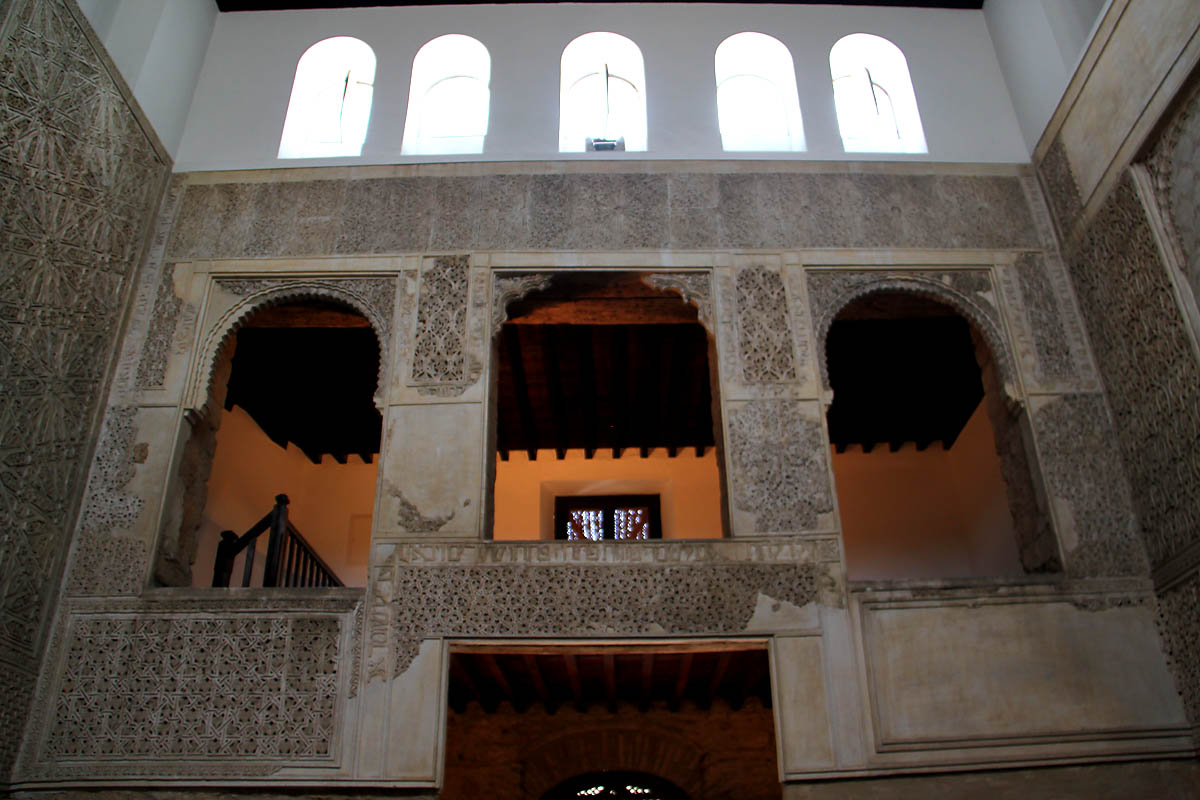
Interior de la sinagoga de Córdoba.

Los primeros inquisidores nombrados por los reyes llegan a Sevilla en noviembre de 1480, "sembrando en seguida el terror". En los primeros años y solo para esta ciudad dictan 700 sentencias de muerte y más de cinco mil reconciliaciones –es decir, penas de cárcel, de exilio o simples penitencias- que van acompañadas de la confiscación de sus bienes y la inhabilitación para cargos públicos y beneficios eclesiásticos.

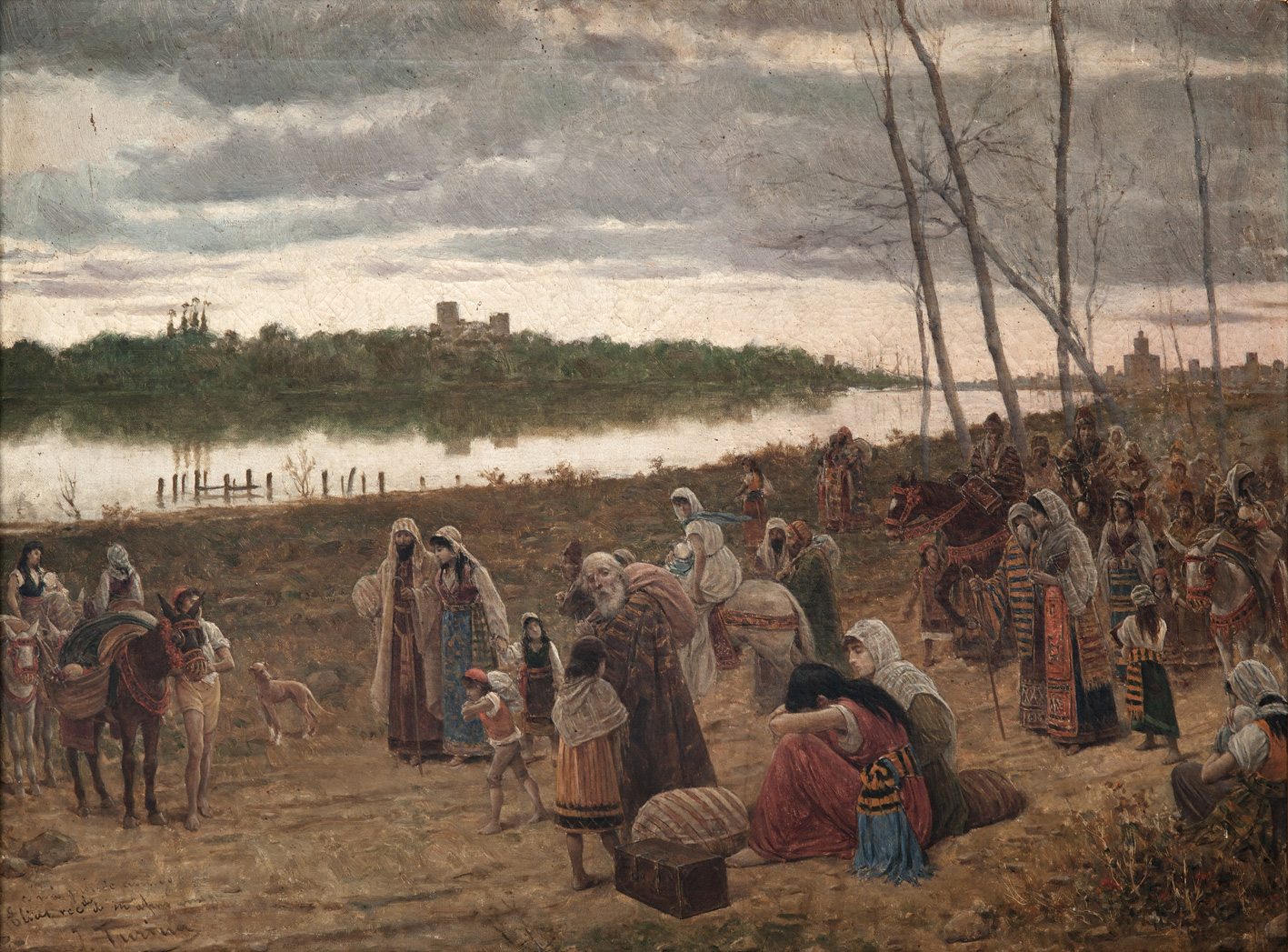
Expulsión de los judíos de Sevilla (1850), obra de Joaquín Turina y Areal.

En sus investigaciones, los inquisidores descubrieron que desde hacía tiempo muchos conversos se reunían con sus familiares judíos para celebrar las fiestas judaicas e, incluso, asistir a las sinagogas. Además guardaban el sábado y los ayunos y rezaban oraciones judías. Esto les convence de que no lograrán acabar con el criptojudaísmo si los conversos siguen manteniendo el contacto con los judíos, por lo que piden a los reyes que sean expulsados de Andalucía. Estos lo aprueban y en 1483 dan un plazo de seis meses para que los judíos de las diócesis de Sevilla, Córdoba y Cádiz se marchen a Extremadura. Hay dudas sobre si la orden se cumplió estrictamente, ya que cuando se produjo la expulsión final en 1492, algunos cronistas hablan de que ocho mil familias de Andalucía se embarcaron en Cádiz y otras en Cartagena y en los puertos de la Corona de Aragón. Por otro lado, se propuso también la expulsión de los judíos de Zaragoza y de Teruel, pero al final no se realizó.
Según Julio Valdeón, la decisión de expulsar a los judíos de Andalucía también obedeció "al deseo de alejarlos de la frontera entre la corona de Castilla y el reino nazarí de Granada, escenario, durante la década de los ochenta del siglo XV y los primeros años de los noventa, de la guerra que concluyó con la desaparición del último reducto del islam peninsular".

### La génesis del decreto de expulsión

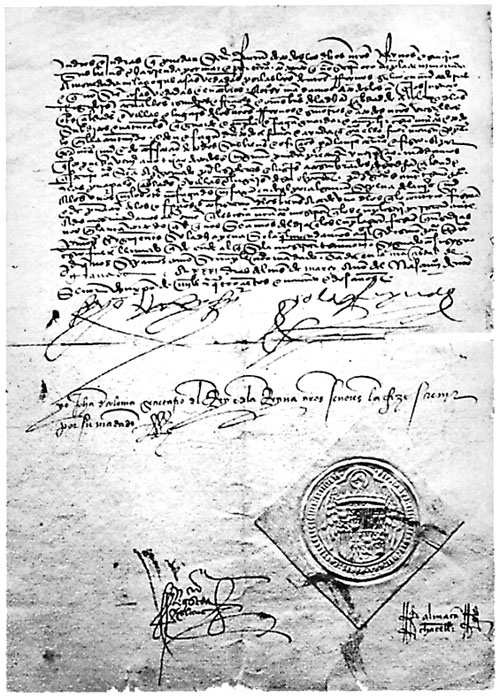
Copia sellada del Edicto de Granada.

El 31 de marzo de 1492, poco después de finalizada la guerra de Granada, los Reyes Católicos firmaron en Granada el decreto de expulsión de los judíos, que fue enviado a todas las ciudades, villas y señoríos de sus reinos con órdenes estrictas de no leerlo ni hacerlo público hasta el 1 de mayo. Es posible que algunos judíos prominentes intentaran anularlo o suavizarlo, pero no tuvieron ningún éxito. Entre estos judíos destaca Isaac Abravanel, que le ofreció al rey Fernando una suma de dinero considerable. Según una leyenda bastante difundida, al enterarse el inquisidor general Tomás de Torquemada se presentó ante el rey y le arrojó a sus pies un crucifijo diciéndole: Judas vendió a Nuestro Señor por treinta monedas de plata; Su Majestad está a punto de venderlo de nuevo por treinta mil. Según el historiador israelí Benzion Netanyahu, citado por Julio Valdeón, cuando Abravanel se entrevistó con la reina Isabel ésta le dijo: "¿Creéis que esto proviene de mí? El Señor ha puesto ese pensamiento en el corazón del Rey?".
Unos meses antes, un auto de fe celebrado en Ávila, en el que fueron quemados vivos tres conversos y dos judíos condenados por la Inquisición por un presunto delito de crimen ritual contra un niño cristiano (el que será conocido como el Santo Niño de La Guardia), contribuyó a crear el ambiente propicio para la expulsión.

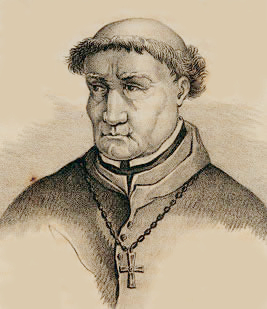
Tomás de Torquemada, primer inquisidor general.

Los Reyes Católicos habían encargado precisamente al inquisidor general Tomás de Torquemada y a sus colaboradores la redacción del decreto fijándoles, según el historiador Luis Suárez, tres condiciones previas que quedarían reflejadas en el documento: que justificasen la expulsión imputando a los judíos dos delitos suficientemente graves —la usura y la herética pravedad—; que se diera un plazo suficiente para que los judíos pudieran elegir entre el bautismo o el exilio; y que los que se mantuvieran fieles a la Ley Mosaica, pudieran disponer de sus bienes muebles e inmuebles, aunque con las salvedades establecidas por las leyes —no podrían sacar ni oro, ni plata, ni caballos...—. Torquemada presentó el proyecto de decreto a los reyes el 20 de marzo de 1492, y los monarcas lo firmaron y publicaron en Granada el 31 de marzo. Según Joseph Pérez, que los reyes encargaran la redacción del decreto a Torquemada "demuestra el protagonismo de la Inquisición en aquel asunto".
Del decreto promulgado en Granada el 31 de marzo, que tomó como base el proyecto de decreto de Torquemada —redactado con voluntad y consentimiento de sus altezas y que está fechado en Santa Fe el 20 de marzo— existen dos versiones. Una firmada por los dos reyes y válida para la Corona de Castilla y otra firmada solo por el rey Fernando y válida para la Corona de Aragón. Entre el proyecto de decreto de Torquemada y las dos versiones finales y entre éstas entre sí existen, según Joseph Pérez, "variantes significativas". A diferencia del proyecto de Torquemada y del decreto castellano, en la versión dirigida a la Corona de Aragón se reconoce el protagonismo de la Inquisición —«Persuadiéndonos el venerable padre prior de Santa Cruz [Torquemada], inquisidor general de la dicha herética pravedad...»— se menciona la usura como uno de los dos delitos de los que se acusa a los judíos —«Hallamos los dichos judíos, por medio de grandísimas e insoportables usuras, devorar y absorber las haciendas y sustancias de los cristianos»—; se reafirma la posición oficial de que solo la Corona puede decidir el destino de los judíos, ya que son posesión de los reyes —son nuestros, se dice—, y contiene más expresiones injuriosas contra los judíos: se les acusa de burlarse de las leyes de los cristianos y de considerarlos idólatras; se hace mención a las «abominables circuncisiones y de la perfidia judaica»; se califica el judaísmo de lepra; se recuerda que los judíos «por su propia culpa están sometidos a perpetua servidumbre, a ser siervos y cautivos».
Respecto a lo esencial, las dos versiones tienen la misma estructura y exponen las mismas ideas. En la primera parte se recogen las razones por las que los reyes —o el rey en el caso de la versión aragonesa— decide expulsar a los judíos y en la segunda parte se detalla cómo se va a realizar la expulsión.

### Las condiciones de la expulsión
En la segunda parte del decreto se detallaban las condiciones de la expulsión:
1. La expulsión de los judíos era definitiva: «acordamos de mandar salir todos los judíos y judías de nuestros reinos y que jamás tornen ni vuelvan a ellos ni alguno de ellos».
2. No había ninguna excepción, ni por razón de edad, residencia o lugar de nacimiento —se incluyen tanto los nacidos en Castilla y Aragón como los venidos de fuera—.
3. Se daba un plazo de cuatro meses —que después se ampliará diez días más, hasta el 10 de agosto— para que salieran de los dominios de los reyes. Los que no lo hicieran dentro de ese plazo o volvieran después, serían castigados con la pena de muerte y la confiscación de sus bienes. Asimismo los que auxiliaran a los judíos o los ocultaran,  se exponían a perder «todos sus bienes, vasallos y fortalezas y otros heredamientos».
4. En el plazo fijado de cuatro meses, los judíos podrían vender sus bienes inmuebles y llevarse el producto de la venta en forma de letras de cambio —no en moneda acuñada o en oro y plata porque su salida estaba prohibida por la ley— o de mercaderías —siempre que no fueran armas o caballos, cuya exportación también estaba prohibida—.

Aunque en el edicto no se hacía referencia a una posible conversión, esta alternativa estaba implícita. Como ha destacado el historiador Luis Suárez, los judíos disponían de "cuatro meses para tomar la más terrible decisión de su vida: abandonar su fe para integrarse en él [en el reino, en la comunidad política y civil], o salir del territorio a fin de conservarla".
El drama que vivieron los judíos lo recoge una fuente contemporánea:

Algunos judíos, cuando se les acababa el término, andaban de noche y de día como desesperados. Muchos se volvieron del camino… y recibieron la fe de Cristo. Otros muchos, por no privarse de la patria donde habían nacido y por no vender en aquella ocasión sus bienes a menos precio, se bautizaban

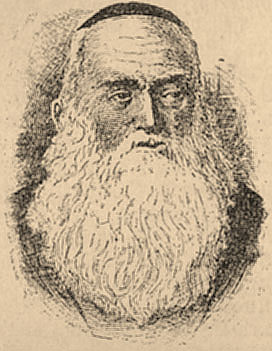
Isaac Abravanel.

Los judíos más destacados, con pocas excepciones, entre las que sobresale la de Isaac Abravanel, decidieron convertirse al cristianismo. El caso más relevante fue el de Abraham Seneor, rabí mayor de Castilla, que contaba entonces 80 años de edad y uno de los colaboradores más estrechos de los reyes. Él y todos sus familiares fueron bautizados el 15 de junio de 1492 en el monasterio de Guadalupe, siendo sus padrinos los reyes Isabel y Fernando. Tomó el nombre de Fernán Núñez Coronel y su yerno Mayr Melamed el de Fernán Pérez Coronel –el mismo nombre de pila que el del rey-. A este caso, como al de Abraham de Córdoba, se le dio mucha publicidad para que sirviera de ejemplo para el resto de los miembros de su comunidad. De hecho, durante los cuatro meses de plazo tácito que se dio para la conversión, muchos judíos se bautizaron, especialmente los ricos y los más cultos, y entre ellos la inmensa mayoría de los rabinos.
Un cronista de la época relata la intensa campaña de propaganda que se desplegó:

A todas las aljamas y comunidades dellas fueron hechas muchas predicaciones en todas las sinagogas y en las plazas y en las iglesias y por los campos, por los sabios varones de España; y les fue predicado el santo evangelio y la doctrina de la santa madre Iglesia, y les fue predicado y probado por sus mismas Escrituras, cómo el Mesías que aguardaban eran Nuestro Redentor y Salvador Jesucristo, que vino en el tiempo convenible, el cual sus antepasados con malicia ignoraron, y todos los otros que después dellos vinieron nunca quisieron dar oído a la verdad; antes, engañados por el falso libro del Talmud, teniendo la verdad ante sus ojos y leyéndola en su ley cada día, la ignoraban e ignoraron.

Los judíos que decidieron no convertirse "tuvieron que prepararse para la marcha en tremendas condiciones". Se vieron obligados a malvender sus bienes debido a que contaban con muy poco tiempo y hubieron de aceptar las cantidades, a veces ridículas, que les ofrecieron en forma de bienes que pudieran llevarse porque la salida de oro y de plata del reino estaba prohibida –la posibilidad de llevarse letras de cambio no les fue de mucha ayuda porque los banqueros, italianos en su mayoría, les exigieron enormes intereses-. Un cronista de la época así lo atestigua:

Vendieron y malbarataron cuanto pudieron de sus haciendas… y en todo hubieron siniestras venturas, ca hubieron los cristianos sus haciendas, muy muchas y muy ricas casas y heredamientos por pocos dineros; y andaban rogando con ellas y no hallaban quien se las comprase y daban una casa por un asno y una viña por poco paño o lienzo, porque no podían sacar oro ni plata.

También tuvieron graves dificultades para recuperar el dinero prestado a cristianos,  porque o bien el plazo de devolución era posterior al 10 de agosto, fecha límite para su salida, o bien porque muchos de los deudores denunciaron fraude de usura, sabiendo que los judíos no tendrían tiempo para que los tribunales les dieran la razón. El Consejo Real intervino para acelerar los procesos pero no siempre tuvo éxito. En una carta a los reyes, los judíos de Ampudia se quejaban de que "los alcaldes de dicha villa les fazían e han fecho muchas sinrazones e agravios espeçialmente diz que non les consienten nin menos les quieren fazer e pagar sus bienes muebles e rayzes que tienen nin menos les quieren fazer e pagar las debdas que les son devidas e que las que ellos deven les apremian e fazen luego las paguen aunque los plazos no sean llegados".

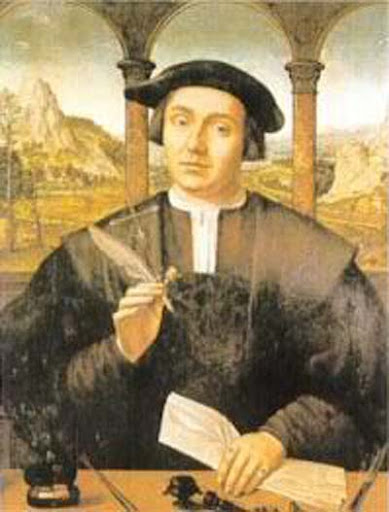
Luis de Santángel, converso valenciano que colaboró con Isaac Abravanel en la organización del viaje de los judíos expulsados.

Además debían hacerse cargo de todos los gastos del viaje –transporte, manutención, fletes de los barcos, peajes, etc.-. Este fue organizado por Isaac Abravanel, que fue quien contrató los barcos, teniendo que pagar precios muy elevados y cuyos dueños en algunos casos no cumplieron el contrato o asesinaron a los viajeros para robar lo poco que poseían. Abravanel contó con la colaboración del funcionario real converso Luis de Santángel y del banquero genovés, Francisco Pinelo.
Los reyes tuvieron que dar órdenes para que se los protegiera durante el viaje, porque en su transcurso sufrieron vejaciones y abusos. Así relata Andrés Bernaldez, párroco de Los Palacios, el momento en que los judíos tuvieron que abandonar "las tierras de sus nacimientos":

Casaron todos los mozos y mozas que eran de doce años arriba unos con otros, porque todas las hembras desta edad arriba fuesen a sombra y compaña de maridos… Salieron de las tierras de sus nacimientos chicos y grandes, viejos y niños, a pie y caballeros en asnos y otras bestias, y en carretas, y continuaron sus viajes cada uno a los puertos que habían de ir; e iban por los caminos y campos por donde iban con muchos trabajos y fortunas; unos cayendo, otros levantando, otros muriendo, otros naciendo, otros enfermando, que no había cristiano que no hubiese dolor de ellos y siempre por do iban los convidaban al bautismo y algunos, con la cuita, se convertían y quedaban, pero muy pocos, y los rabíes los iban esforzando y hacían cantar a las mujeres y mancebos y tañer panderos.

### Los motivos de la expulsión

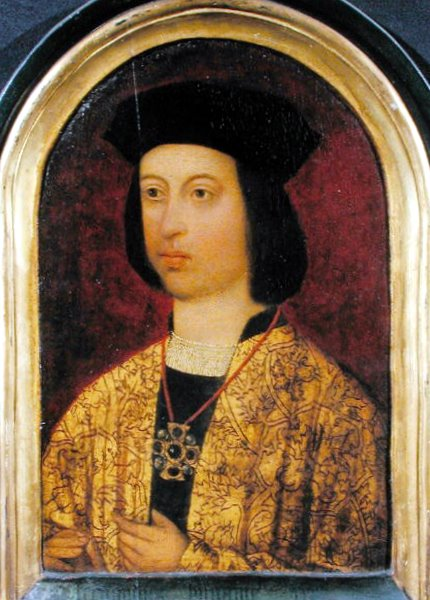
Fernando II de Aragón.

En la versión castellana se hace referencia exclusivamente a los motivos religiosos —en la versión aragonesa también se alude a la usura—, pues se acusa a los judíos de la herética pravedad, es decir, de servir de ejemplo y de incitar a los conversos a volver a las prácticas de su antigua religión. En el comienzo del decreto se dice:

Bien es sabido que en nuestros dominios, existen algunos malos cristianos que han judaizado y han cometido apostasía contra la santa fe Católica, siendo causa la mayoría por las relaciones entre judíos y cristianos.

A continuación se relatan las medidas tomadas hasta entonces por los reyes para poner fin a la comunicación entre la comunidad judía y los conversos, causa fundamental, según los reyes y la Inquisición, de que los cristianos nuevos judaícen. En primer lugar, el acuerdo de las Cortes de Toledo de 1480 por el que se obligaba a los judíos a vivir en barrios separados de los cristianos, para evitar que los judíos puedan «subvertir y sustraer de nuestra santa fe católica a los fieles cristianos». En segundo lugar, la decisión de expulsar a los judíos de Andalucía, «creyendo que aquello bastaría para que los de las otras ciudades y villas y lugares de nuestros reinos y señoríos cesasen de hacer y cometer lo susodicho». Pero esta medida falló «porque cada día se halla y parece que los dichos judíos crecen en continuar su malo y dañado propósito donde viven y conversan».
Finalmente se explica el motivo por el que se ha decidido expulsar a toda la comunidad judía, y no solo a aquellos de sus miembros que supuestamente querían "pervertir" a los cristianos:».

Porque cuando algún grave y detestable crimen es cometido por algún colegio o universidad [entiéndase: alguna corporación y colectividad], es razón que tal colegio o universidad sean disolvidos, y anihilados y los menores por los mayores y los unos por los otros punidos y que aquellos que pervierten el bueno y honesto vivir de las ciudades y villas y por contagio pueden dañar a los otros sean expelidos.

Como ha destacado Julio Valdeón, "sin duda alguna la expulsión de los judíos del solar ibérico es uno de los temas más polémicos de cuantos han sucedido a lo largo de la historia de España". No es de extrañar, pues, que los historiadores hayan debatido sobre si además de los motivos expuestos por los Reyes Católicos en el decreto hubo otros. Hoy en día parecen descartados algunos que se arguyeron en su momento, como el de que se expulsó a los judíos para quedarse con su riqueza, ya que la mayoría de los hebreos que se marcharon fueron los más modestos, mientras que los más ricos se convirtieron y se quedaron, y, por otro lado, la corona no se benefició en absoluto de la operación –más bien salió perjudicada, ya que dejó de percibir los impuestos que pagaban los judíos-. Tampoco parece sostenerse la tesis de que la expulsión fue un episodio de lucha de clases –la nobleza quería deshacerse de una incipiente burguesía que representaban los judíos y que supuestamente amenazaba sus intereses- porque muchos judíos fueron defendidos por algunas de las familias nobiliarias más importantes de Castilla y porque además fue entre las filas de la "burguesía" de "cristianos viejos" donde más creció el antijudaísmo.
También parecen descartados los motivos personales de los reyes, porque todo indica que estos no sentían ninguna repugnancia hacia judíos y conversos. Entre los hombres de confianza de los reyes había varios que pertenecían a este grupo, como el confesor de la reina fray Hernando de Talavera, el mayordomo Andrés Cabrera, el tesorero de la Santa Hermandad Abraham Seneor, o como Mayr Melamed o Isaac Abravanel, sin contar con los médicos judíos que los atendieron.

Expulsiones de comunidades judías europeas entre 1100 y 1600. Las principales rutas que siguieron los judíos españoles están marcadas en marrón claro.

Los historiadores actuales prefieren situar la expulsión en el contexto europeo y destacan, como Luis Suárez Fernández o Julio Valdeón, que los Reyes Católicos fueron en realidad los últimos de los soberanos de los grandes Estados europeos occidentales en decretar la expulsión. El reino de Inglaterra lo hizo en 1290 y el reino de Francia en 1394; en 1421 los judíos son expulsados de Viena; en 1424 de Linz y de Colonia; en 1439 de Augsburgo; en 1442 de Baviera; en 1485 de Perugia; en 1486 de Vicenza; en 1488 de Parma; en 1489 de Milán y Luca; en 1493 de Sicilia; en 1494 de Florencia; en 1498 de Provenza. El objetivo de todos ellos era lograr la unidad de fe en sus Estados, un principio que quedará definido en el siglo XVI con la fórmula "cuius regio, eius religio", que los súbditos deben profesar la misma religión que su príncipe.
Como ha destacado Joseph Pérez, con la expulsión "se pone fin a una situación original en la Europa cristiana: la de una nación que consiente la presencia de comunidades religiosas distintas", con lo que "vuelve a ser una nación como las demás en la cristiandad europea". "La Universidad de París felicitó a España por haber llevado a cabo un acto de buen gobierno, opinión que compartieron los mejores espíritus de la época (Maquiavelo, Guicciardini, Pico della Mirandola…) […] Era la pretendida convivencia medieval la que extrañaba a la Europa cristiana".
Julio Valdeón afirma que la decisión de los Reyes Católicos, quienes "se mostraron, en sus primeros años de reinado, claramente protectores de los hebreos", se debió a la "presión procedente del resto de la Cristiandad" y a "la constante presión de la Iglesia, que no dejaba de predicar, con bastante frecuencia, contra los que denominaba deicidas", así como a la "tremenda animadversión que existía en el pueblo cristiano contra la comunidad judaica". En este sentido cita la tesis del historiador israelí Benzion Netanyahu de que la expulsión fue la consecuencia del clima de racismo que se vivía en la sociedad cristiana de la época. Una tesis esta última -de que los reyes decidieran la expulsión para congraciarse con las masas en las que predominaban los sentimientos antijudíos- que Joseph Pérez considera sin fundamento:

¿Por qué hubieran tenido los reyes que preocuparse por lo que opinaban las masas acerca de judíos y conversos cuando no atendían a los intereses más concretos de aquellas masas? De las tres versiones que se conservan del edicto de expulsión, solo la tercera [la aragonesa], firmada solo por don Fernando, se refiere al tema de la usura, en términos muy duros, por cierto. En las otras dos versiones no se lee una sola mención, ni siquiera la menor alusión, a este asunto. Otras de la acusaciones que se venían repitiendo desde hacía siglos contra los judíos: pueblo deicida, profanación de hostias, crímenes rituales… no aparecen en ninguna de las tres versiones.

Para Joseph Pérez, la decisión de los Reyes Católicos, como lo demuestra el contenido del propio Edicto de Granada, está directamente relacionada con el "problema converso". El primer paso fue la creación de la Inquisición, el segundo la expulsión de los judíos para eliminar a los que incitaban supuestamente a los conversos a judaizar. "Lo que les preocupaba [a los reyes] era la asimilación total y definitiva de los conversos; fracasadas las medidas anteriores, acuden para ello a una solución drástica: la expulsión de los judíos para arrancar el mal". "La idea de expulsar a los judíos, parte de la Inquisición; de esto no hay duda. […] A la inquisición le pareció la expulsión de los judíos la mejor forma de acabar con los conversos judaizantes: quitada la causa –la comunicación con judíos-, desaparecería el efecto. […] Los Reyes Católicos toman la idea a su cuenta pero esto no quiere decir que obran bajo la presión de los inquisidores. Las preocupaciones, para ellos, también son religiosas: la herejía no es de su agrado; quieren limpiar el reino de ella, como escribió la reina; pero estas preocupaciones son además políticas: esperan que la eliminación del judaísmo facilite la asimilación definitiva y la integración de los conversos en la sociedad española".
Por otro lado, Joseph Pérez, siguiendo a Luis Suárez, sitúa la expulsión dentro del contexto de la construcción del "Estado moderno", que exige una mayor cohesión social fundamentada en la unidad de fe para imponer su autoridad a todos los grupos e individuos del reino. A diferencia de la época medieval, en este tipo de Estado no caben los grupos que se rigen por normas particulares, como era el caso de la comunidad judía. Por ello no es casual, advierte Pérez, que - solo tres meses después de haber eliminado el último reducto musulmán de la península con la conquista del reino nazarí de Granada - decreten la expulsión de los judíos. "Lo que se pretendió entonces, fue asimilar completamente a judaizantes y judíos para que no existieran más que cristianos. Los reyes debieron pensar que la perspectiva de la expulsión animaría a los judíos a convertirse masivamente y que así una paulatina asimilación acabaría con los restos del judaísmo. Se equivocaron en esto. La amplia mayoría prefirió marcharse, con todo lo que ello suponía de desgarramientos, sacrificios y vejaciones, y seguir fiel a su fe. Se negaron rotundamente a la asimilación que se les ofrecía como alternativa". Sin embargo, "asimilación" es en esta cita un eufemismo: lo que se le ofrecía a los sefaraditas era de hecho la conversión a una fe que no era la suya propia, de ahí su emigración en masa (hacia los diferentes rumbos indicados en el mapa adjunto).

## Consecuencias

### Impacto en España

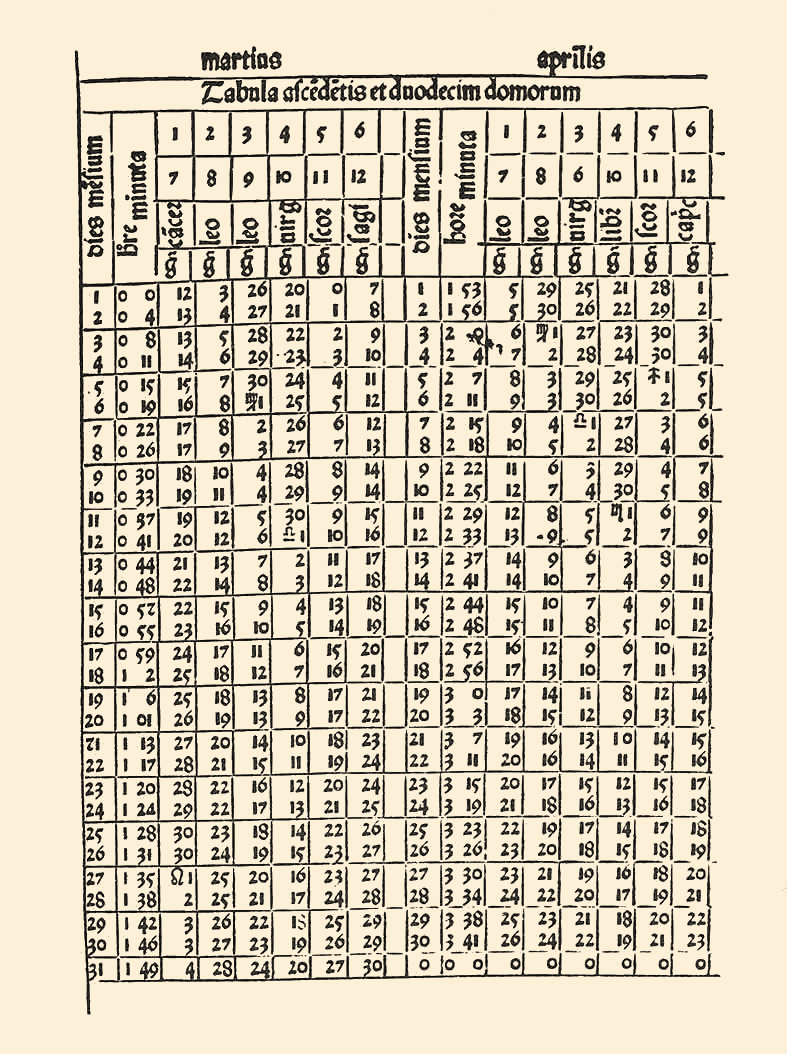
Las Tablas astronómicas de Zacuto, elaboradas por el matemático judeoespañol Abraham Zacuto en el siglo XV permitían conocer la posición del Sol, la Luna y los planetas respecto al meridiano de Salamanca, y fueron de gran utilidad para los navegantes del siglo XVI, como Cristóbal Colón o Vasco da Gama. Zacuto murió exiliado en Damasco, donde se había trasladado para seguir con sus investigaciones tras la expulsión de los judíos de España.

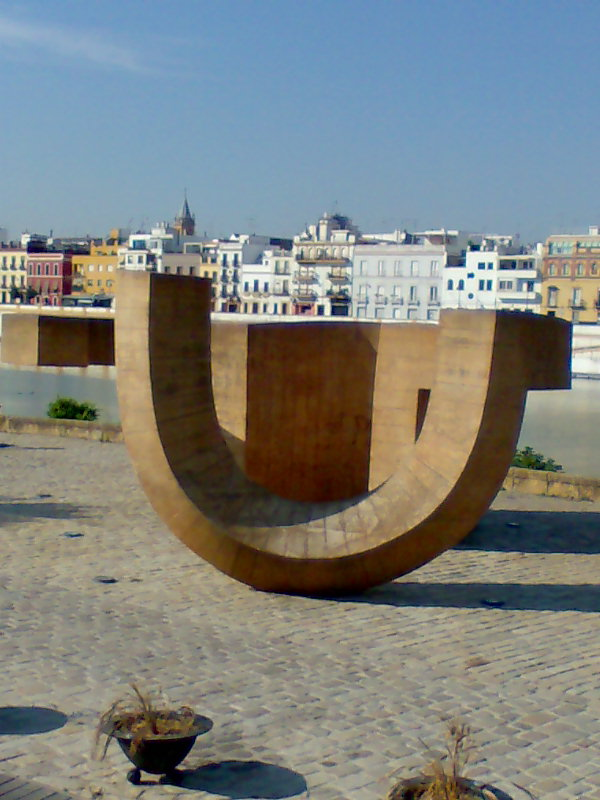
Monumento a la Tolerancia en Sevilla, ubicado en el lugar donde fueron quemados vivos cinco judíos.

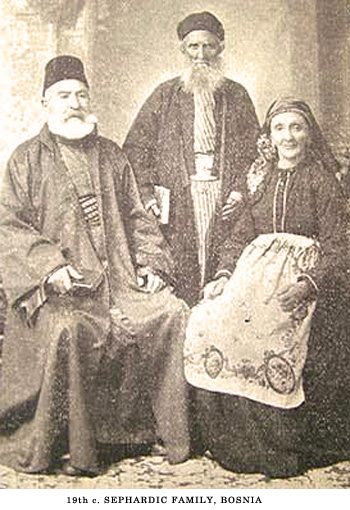
Familia de judíos sefardíes de Bosnia otomana.

Como ha destacado Joseph Pérez, "en 1492 termina, pues, la historia del judaísmo español, que solo llevará en adelante una existencia subterránea, siempre amenazada por el aparato inquisitorial y la suspicacia de una opinión pública que veía en judíos, judaizantes e incluso conversos sinceros a unos enemigos naturales del catolicismo y de la idiosincrasia española, tal como la entendieron e impusieron algunos responsables eclesiásticos e intelectuales, en una actitud que rayaba en el racismo".
El número de judíos expulsados sigue siendo objeto de controversia. Las cifras han oscilado entre los 45.000 y los 350.000, aunque las investigaciones más recientes, según Joseph Pérez, la sitúan en torno a los 50.000, teniendo en cuenta los miles de judíos que, después de marcharse, regresaron a causa del maltrato que sufrieron en algunos lugares de acogida, como en Fez, Marruecos. Julio Valdeón, citando también las últimas investigaciones, sitúa la cifra entre los 70.000 y los 100.000, de los que entre 50.000 y 80.000 procederían de la Corona de Castilla, aunque en estos números no se contabilizan los retornados.
La situación de los que volvieron se regularizó con una orden del 10 de noviembre de 1492 en la que se establecía que las autoridades civiles y eclesiásticas tenían que ser testigos del bautismo y, en el caso de que se hubiesen bautizado antes de volver, se exigían pruebas y testimonios que lo confirmasen. Asimismo pudieron recuperar todos sus bienes por el mismo precio al que los hubieran vendido. Los retornos están documentados hasta 1499 por lo menos. Por otro lado, una provisión del Consejo Real de 24 de octubre de 1493 determinaba duras sanciones para aquellos que injuriasen a estos cristianos nuevos –llamándolos tornadizos, por ejemplo.
En cuanto al impacto económico de la expulsión, parece descartada la tesis de que supuso un duro revés y frenó el nacimiento del capitalismo, con lo que sería una de las causas de la decadencia de España. Como ha señalado Joseph Pérez, "en vista de la documentación publicada sobre fiscalidad y actividades económicas, no cabe la menor duda de que los judíos no constituían ya una fuente de riqueza relevante, ni como banqueros ni como arrendatarios de rentas ni como mercaderes que desarrollasen negocios a nivel internacional. Es lo que confirma la situación en 1492 y en los años siguientes. […] La expulsión de los judíos produjo problemas a nivel local pero no una catástrofe nacional. Es a todas luces descabellado atribuir a aquel acontecimiento la decadencia de España y su pretendida incapacidad para adaptarse a las transformaciones del mundo moderno. Todo lo que sabemos ahora demuestra que la España del siglo XVI no era precisamente una nación económicamente atrasada. […] En términos estrictamente demográficos y económicos, y prescindiendo de los aspectos humanos, la expulsión no supuso para España ningún deterioro sustancial, sino solamente una crisis pasajera rápidamente superada".

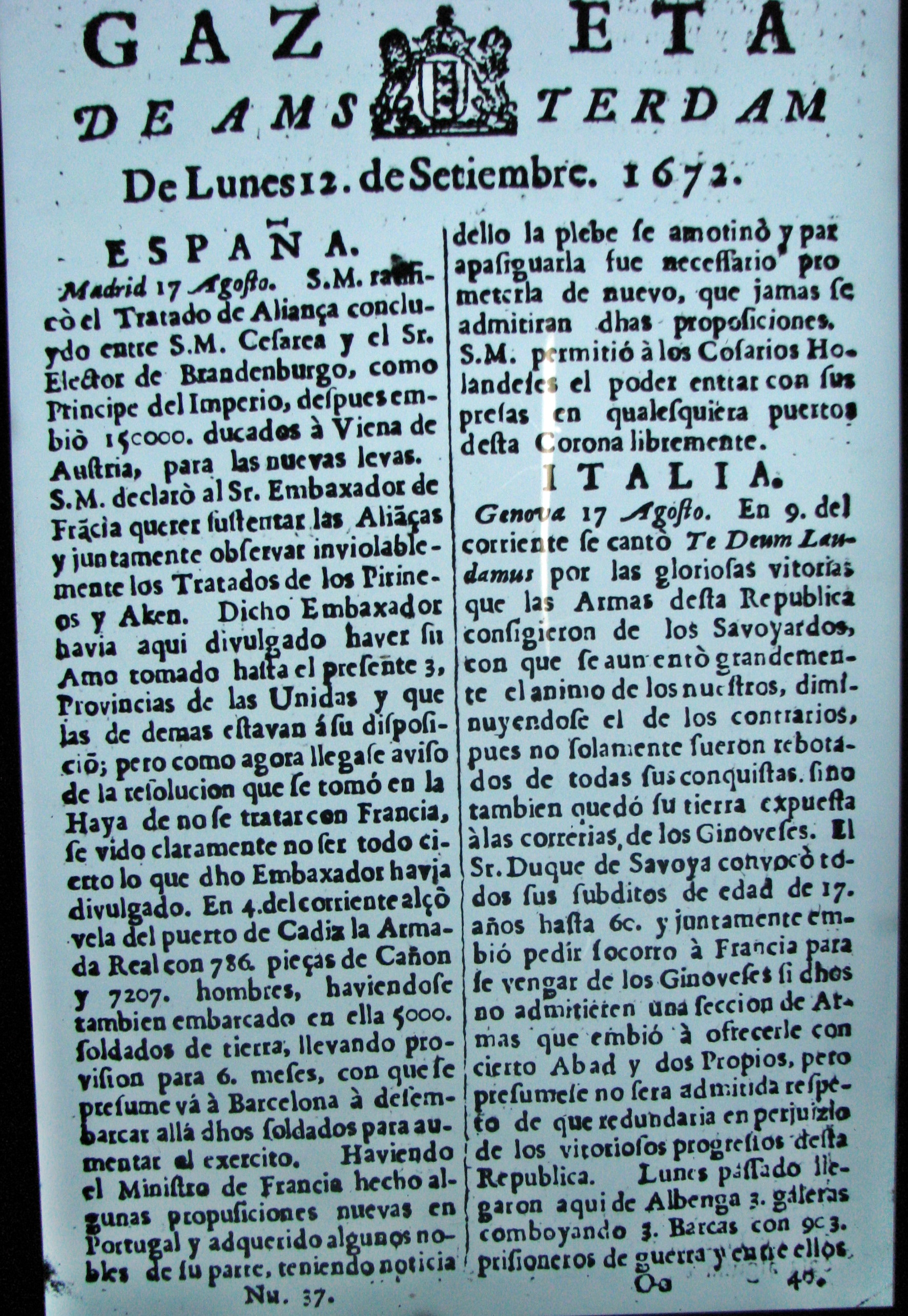
Lengua y Destierro
Ejemplar de la Gazeta de Ámsterdam publicada en Holanda el 12 de septiembre de 1672. Los hebreos de Ámsterdam imprimían un periódico que muestra, en primera plana, el interés de la comunidad judía por lo que sucedía en ese entonces en Madrid y leía además las noticias en español—después de 180 años de haber sido expulsada de su suelo ancestral (1492). Documento preservado y exhibido en Beth Hatefutsoth, Museo Nahum Goldmann y Casa de las Diásporas, Universidad de Tel Aviv, Estado de Israel.

### Reacciones internacionales
En Italia numerosos escritores, como Giuliano Dati o Matteo Bosso, elogiaron la expulsión. En Nápoles el rey Ferrante recibió peticiones para imitar la decisión de su primo el rey Fernando. La expulsión fue uno de los motivos aducidos por el papa Alejandro VI para conceder en 1496 a Fernando e Isabel el título de "Reyes Católicos", si bien el propio Papa acogió en Roma a muchos judíos expulsados de España a cambio de que pagasen anualmente un impuesto especial por su permanencia.
La Universidad de París (la Sorbona) felicitó a España por haber llevado a cabo la expulsión. En Francia el judaísmo estaba prohibido desde el siglo XIV y por ello acababan de ser expulsados los judíos de Bretaña, territorio incorporado al reino de Francia en 1491. De hecho Francia mantuvo sus fronteras cerradas casi por completo a los judíos expulsados, de manera que la mayoría de los exiliados emigraron a Portugal, donde se les permitió permanecer un tiempo muy corto antes de obligarlos a convertirse al catolicismo o abandonar el país.
Turquía fue uno de los pocos países que recibieron a los exiliados con los brazos abiertos.

### La diáspora sefardí y la continuidad identitaria judía
La mayoría de los judíos expulsados se instalaron en el norte de África, a veces vía Portugal, o en los países cercanos, como el reino de Portugal, el reino de Navarra, o en los Estados italianos. Como de los dos primeros reinos también se les expulsó en 1497 y en 1498, respectivamente, tuvieron que emigrar de nuevo. Los de Navarra se asentaron en Bayona en su mayoría. Y los de Portugal acabaron en el norte de Europa (Inglaterra o Flandes). En el norte de África, los que fueron al reino de Fez, sufrieron todo tipo de maltratos y fueron expoliados, incluso por los judíos que vivían allí desde hacía mucho tiempo. De esta época data la comunidad judía sefardí de Melilla.
Los que corrieron mejor suerte fueron los que se establecieron en los territorios del Imperio Otomano, tanto en el norte de África y en Oriente Próximo, como en los Balcanes y la República de Ragusa, después de haber pasado por Italia. El sultán Bayaceto II dio órdenes para que fueran bien acogidos, y su sucesor Solimán el Magnífico exclamó en una ocasión refiriéndose al rey Fernando: "¿A éste le llamáis rey que empobrece sus estados para enriquecer los míos?". Este mismo sultán le comentó al embajador enviado por Carlos V "que se maravillaba que hubiesen echado a los judíos de Castilla, pues era echar la riqueza". La llegada de un gran número judíos sefarditas a los Balcanes y Asia Menor significó que absorbieron a los judíos romaniotes y bizantinos grecoparlantes que ya habitaban ahí, y en menor medida a los askenazíes, cuyas migraciones a la región fueron menores.
En el norte de África, los judeoespañoles que llegaron, modificaron la cultura judeoárabe y se generaron nuevas realidades judeomagrebíes. En las comunidades de la Europa occidental, conforme las migraciones askenazíes continuaban, la cultura sefardí fue menguando poco a poco, a excepción de ciertas «islas», donde mantuvieron sus tradiciones, como los judíos de Burdeos.
Como los judíos identificaban a la península ibérica con la Sefarad bíblica, los judíos expulsados por los Reyes Católicos tomaron o recibieron el nombre de sefardíes. Estos, además de su religión, "guardaron asimismo muchas de sus costumbres ancestrales y particularmente conservaron hasta nuestros días el uso de la lengua española, una lengua que, desde luego, no es exactamente la que se hablaba en la España del siglo XV: como toda lengua viva, evolucionó y sufrió con el paso del tiempo alteraciones notables, aunque las estructuras y características esenciales siguieron siendo las del castellano bajomedieval. […] Los sefardíes nunca se olvidaron de la tierra de sus padres, abrigando para ella sentimientos encontrados: por una parte, el rencor por los trágicos acontecimientos de 1492; por otra parte, andando el tiempo, la nostalgia de la patria perdida…".
Acerca del judeoespañol como fenómeno sociocultural e identitario, escribió García-Pelayo y Gross en el siglo XX:

Dícese de los judíos expulsados de España en el s. XV y que conservan en Oriente la lengua y las tradiciones españolas. La expulsión de los judíos [...] hizo salir de la Península ibérica a gran número de familias, sobre todo de Andalucía y de Castilla, que se fueron a establecer en los países del Mediterráneo oriental dominados por los turcos, donde formaron colonias que han subsistido hasta nuestros días, especialmente en Egipto, Argelia, Marruecos, Turquía, Grecia, Bulgaria [...]. Dichas familias, compuestas en general de elementos sefardíes de buen nivel social, han mantenido su religión, sus tradiciones, su idioma y aun una literatura propia durante cuatro siglos y medio. El español que transportaron, el de Castilla y Andalucía de fines del siglo XV, alejado de todo contacto con el de la Península, no ha participado de la evolución sufrida por el de España y la América colonial española. Su fonética presenta algunas formas arcaicas, pero no degeneradas; su vocabulario ofrece contadas contaminaciones hebreas, griegas, italianas, árabes, turcas, según los países de residencia. El judeoespañol constituye, pues, uno de los más notables ejemplos del mantenimiento de una lengua por un grupo social desterrado, bastante fuerte socialmente para resistir la asimilación lingüística.